# Constantin Gruiescu
Constantin Gruiescu, scris și Gruescu, (n. 24 iunie 1945, Godeanu, România – d. 22 iulie 2024) a fost un boxer român.

## Carieră
Sportivul a fost legitimat la clubul Steaua București. A concurat la categoria muscă la mai multe campionate europene și a obținut medalia de bronz la ediția din 1971, medalia de aur la ediția din 1973 (care a avut loc la Belgrad) și medalia de argint la ediția din 1975. A fost medaliat cu bronz la Campionatele Mondiale din 1974, care au avut loc la Havana. A participat, de asemenea, la două jocuri olimpice, clasându-se pe locul 9 atât la München (1972), cât și la Montreal (1976).
După retragerea sa a activat ca antrenor. În semn de recunoaștere a activității sale, a fost decorat în 2000 cu Medalia națională „Pentru Merit” clasa a III-a „pentru obținerea unor rezultate sportive deosebite”. A decedat la 22 iulie 2024.